# Eva MacMurrough
Aoife Ní Diarmait o Aoife MacMurrough (1145 circa – 1188) fu la moglie irlandese di Riccardo di Clare, II conte di Pembroke meglio conosciuto, almeno in Irlanda, come "Strongbow" (arco forte).
Aoife, conosciuta anche come la Rossa o Aoife Rua, condusse delle battaglie in suo nome.

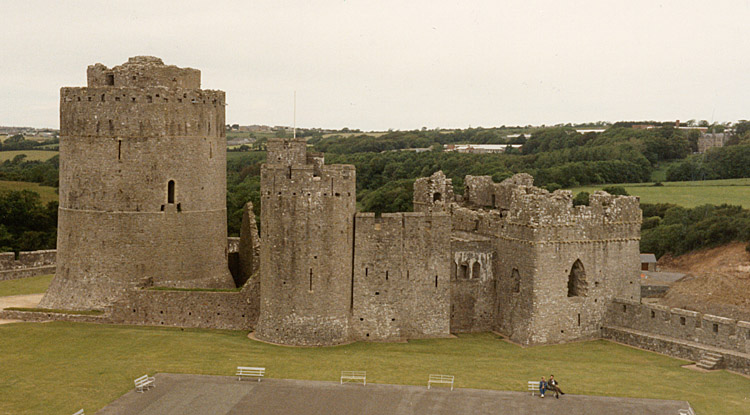
Castello di Pembroke

Fu la madre di Isabella di Clare, data in sposa da Riccardo Cuor di Leone a Guglielmo il Maresciallo, l'uomo più potente d'Inghilterra quando, dopo la morte di Giovanni Senza Terra, 1216, ne divenne tutore del figlio Enrico e assunse la reggenza del regno.